# Recursos minerais
Os recursos minerais são concentrações de minério cujas características fazem com que sua extração possa ser técnica e economicamente viável. Dividem-se em metálicos (ferro, cobre, estanho e outros) e não metálicos, como quartzo, calcário, mármore e outros.

## Recursos minerais
Os recursos metálicos são, entre outros, o ferro, alumínio, manganês, magnésio, cobre, cromo, mercúrio, chumbo, estanho, ouro, prata e urânio.
Outros recursos minerais são o cloreto de sódio, enxofre, fosfatos, nitratos, areia, argila, cascalho, amianto, água, petróleo e carvão mineral.  